# Ignace Pierre VIII Abdel-Ahad
Ignace Pierre VIII Abdel-Ahad (Aleppo, 28 juni 1930 – Jeruzalem, 4 april 2018) was een patriarch van Antiochië en een geestelijk leider van de Syrisch-katholieke Kerk.
Pierre VIII Abdel-Ahad werd geboren als Pierre Grégoire Abdel-Ahad. Hij was een zoon van Abdel Karim en Eugénie Tashash. Zijn opleiding ontving hij in eerste instantie aan het klein-seminarie van de Benedictijnen in Jeruzalem, en vanaf 1948, toen hij Jeruzalem moest verlaten vanwege het uitbreken van de Arabisch-Israëlische oorlog, aan het St.-Ephrem-St.-Benoît-seminarie in Charfet (Libanon). Op 17 oktober 1954 werd hij tot priester gewijd. 
Van 1955 tot 1965 was Abdel-Ahad als docent werkzaam op het seminarie van Charfet. In 1965 werd hij benoemd tot curé van de St-Jozefsparochie in Bethlehem. In 1979 volgde zijn benoeming tot vicaris bij het patriarchaal exarchaat in Jeruzalem, waar hij in 1991 tot exarch werd benoemd.
In 1996 werd Abdel-Ahad benoemd tot titulair bisschop van Batnae (Syrië). Zijn bisschopswijding vond plaats op 21 juni 1997.
Na het aftreden - vanwege een benoeming bij de Romeinse Curie - van de Syrisch-katholieke patriarch Ignace Moussa I Daoud werd Abdel-Ahad op 16 februari 2001 door de bisschoppelijke synode van de Syrisch-katholieke Kerk gekozen tot zijn opvolger en patriarch van Antiochië. Abdel-Ahad voerde sindsdien de naam Ignace Pierre VIII. De keuze van de synode werd op 20 februari 2001 bevestigd door paus Johannes Paulus II. Zijn installatie vond plaats op 25 februari 2001 in de kathedraal van Beiroet.
Ignace Pierre VIII Abdel-Ahad ging op 2 februari 2008 met emeritaat. Hij overleed in 2018 op 87-jarige leeftijd.